# Rivulicola incrustata
Rivulicola incrustata är en svampart som beskrevs av K.D. Hyde 1997. Rivulicola incrustata ingår i släktet Rivulicola och familjen Lasiosphaeriaceae.   Inga underarter finns listade i Catalogue of Life.